# Dorfkirche Rottstock (Gräben)

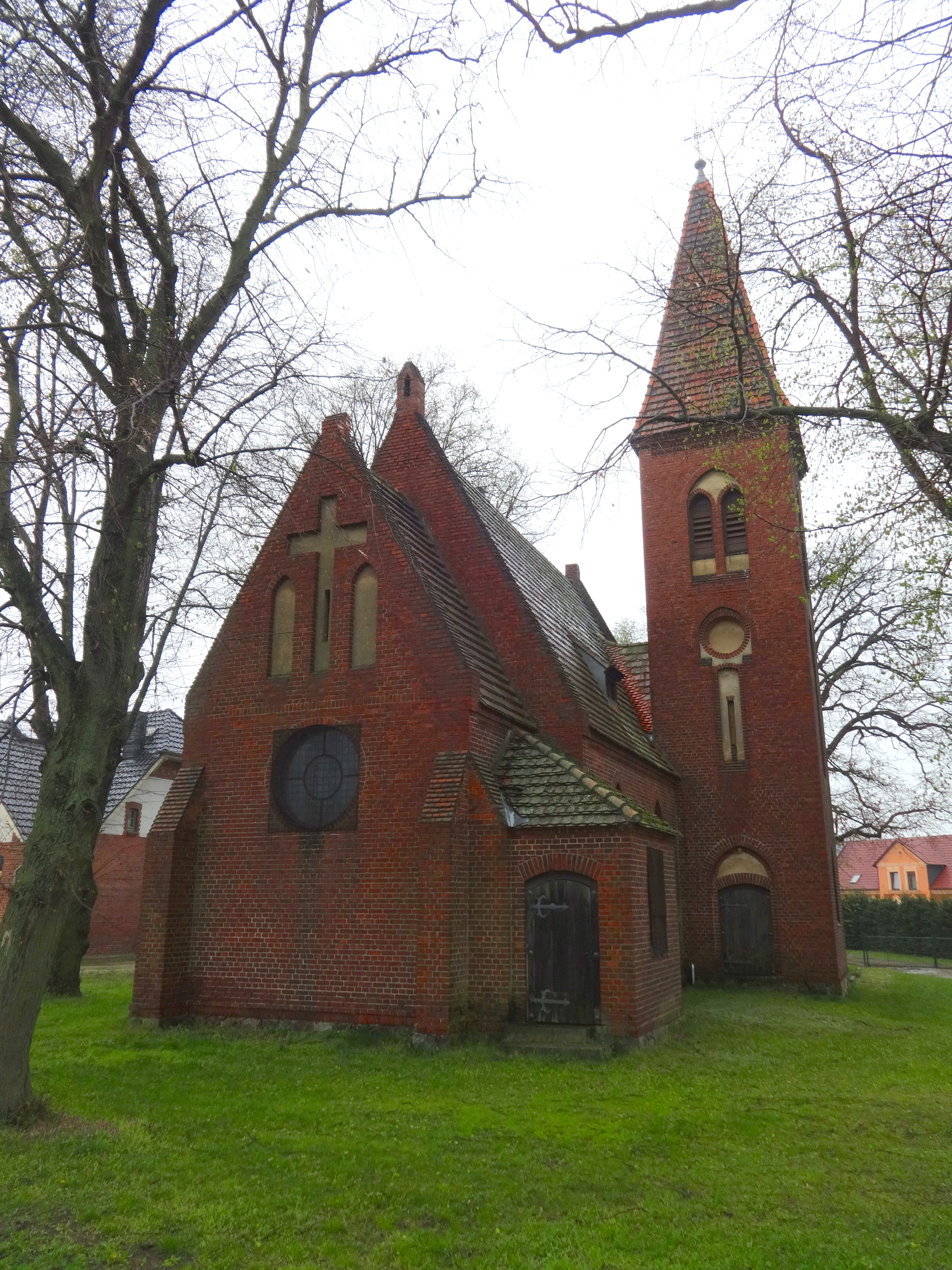
Dorfkirche Rottstock

Die evangelische Dorfkirche Rottstock ist ein neugotischer Sakralbau in Rottstock, einem Ortsteil der Gemeinde Gräben im Landkreis Potsdam-Mittelmark in Brandenburg. Sie gehört zur Evangelischen Kirchengemeinde Brück im Kirchenkreis Elbe-Fläming der Evangelischen Kirche in Mitteldeutschland.

## Lage
Das Bauwerk steht westlich der Dorfmitte und östlich der Bundesstraße 107, die in Nord-Süd-Richtung durch den westlichen Teil der Gemarkung verläuft. Sie ist über die Dorfstraße zu erreichen, die von der B 107 in östlicher Richtung in den Ort führt. Eine Einfriedung besteht nicht.

## Geschichte
Der Sakralbau wurde in den Jahren 1900 bis 1902 vom Görzker Maurermeister Gommert errichtet. Gommert ersetzte damit einen Vorgängerbau aus dem Jahr 1730, der baufällig geworden war und abgerissen wurde. 2015 baute die Kirchengemeinde fünf Glasfenster des Künstlers Jacques Verheijen ein.

## Baubeschreibung

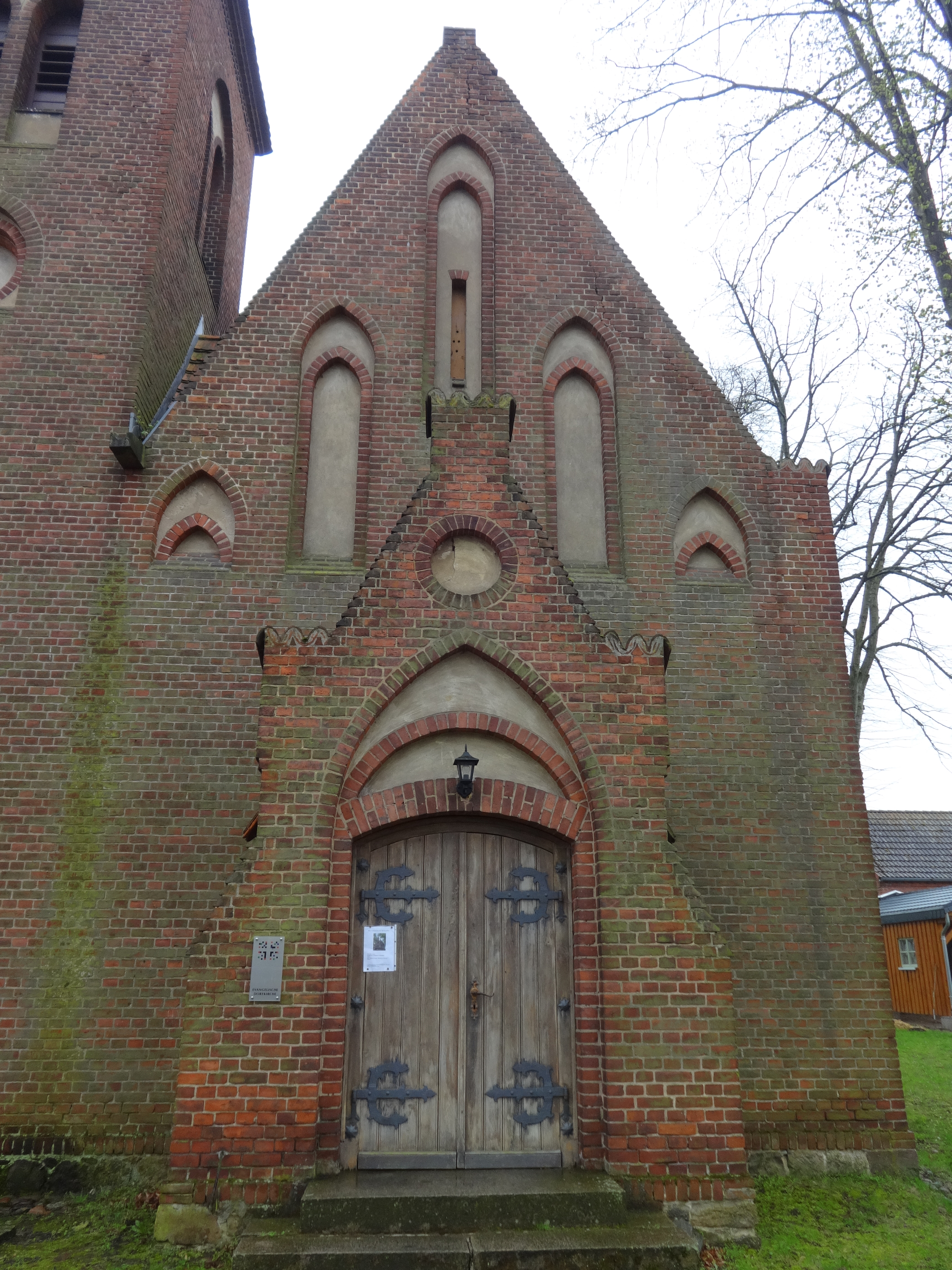
Ansicht von Westen

Das Bauwerk wurde aus rötlichem Mauerstein im Stil der Neogotik errichtet. Der Chor ist gerade und eingezogen. In etwa auf mittlerer Höhe ist ein großes kreisförmiges Fenster, das mit einem Gitter vor Beschädigungen geschützt wird. Es zeigt Abel als Hirte. Seitlich sind zwei Strebepfeiler, die das Bauwerk statisch stabilisieren. Der Giebel ist ebenfalls aus rötlichem Mauerstein errichtet. In der Mitte dominiert ein großes Kreuz, das als Blende in den Giebel eingelassen ist. Es wird von je einer seitlich angebrachten, spitzförmigen Blende ergänzt.
Das Kirchenschiff ist vergleichsweise schlicht gehalten. An seiner Südseite sind drei große, spitzbogenförmige Fenster. An der Nordseite sind auf Grund des auffällig positionierten Kirchturms lediglich zwei Fenster gleicher Bauart. Daran schließt sich nach Westen hin eine kleine Sakristei mit einem rechteckigen Grundriss an. An seiner Nordseite sind zwei schmale, spitzbogenförmige Fenster; an der Ostseite eine segmentbogenförmige, hölzerne Pforte. Das Westportal ist ebenfalls eingezogen und aufwendig gegliedert. Der Zugang erfolgt über eine bienenkorbförmige, doppelflügelige hölzerne Pforte, die mit zwei Bogen verziert ist: ein gedrückt-segmentbogenförmiger Bogen und ein darüber liegender spitzbogenförmiger Bogen. Sie strecken die Pforte optisch in die Höhe. Darüber ist eine kreisrunde Blende. Die westliche Giebelwand des Kirchenschiffs nimmt diese Formensprache auf. Dort sind fünf spitzbogenförmige Blenden, in die jeweils ein weiterer Bogen eingearbeitet wurde.
Das auffälligste Merkmal des Bauwerks ist der Kirchturm. Er wurde nicht als Westturm ausgeführt, sondern an der nördlichen Seite des Kirchenschiffs angesetzt. Er hat einen quadratischen Grundriss mit einem Portal an der Ostseite. Darüber ist je eine bienenkorbförmige Blende, die in eine kreisrunde Blende übergeht. Im oberen Turmgeschoss sind zwei gekuppelte Klangarkaden mit einer Glocke aus dem Mittelalter.

## Ausstattung
Die Ausstattung stammt aus der Bauzeit der Kirche. Der Altar wurde ebenfalls aus Mauerziegeln errichtet. Dahinter hängt ein Kruzifix. Fünf Fenster der Kirche stammen aus dem Jahr 1947 und sind eine Stiftung eines Ehepaars aus Mönchengladbach. Sie hatten die Buntglasmalereien des Künstlers Jacques Verheijen aus dem niederländischen Roermond in die Kirche gebracht. Vorausgegangen war ein Rechtsstreit mit der Unteren Denkmalschutzbehörde, die den Einbau ablehnte. Die Obere Denkmalschutzbehörde sowie der Kirchenkreis Elbe-Fläming müssen bis Ende 2017 entscheiden, ob die Fenster im Bauwerk verbleiben dürfen. Auf der Westempore steht eine Orgel, die im Jahr 2016 jedoch nicht spielbar ist.